# テイク・イット・ホーム
『テイク・イット・ホーム』（Take It Home）は、アメリカ合衆国のブルース・ミュージシャン、B.B.キングが1979年に発表したスタジオ・アルバム。前作『ミッドナイト・ビリーヴァー』と同様、フュージョン・バンド「ザ・クルセイダーズ」のメンバーがレコーディングに参加した。

## 反響・評価
アメリカでは総合アルバム・チャートのBillboard 200で112位に達し、『ビルボード』のR&Bアルバム・チャートでは22位を記録した。収録曲「ベター・ノット・ルック・ダウン」は、『ビルボード』のR&Bシングル・チャートで30位に達した。
Cub Kodaはオールミュージックにおいて5点満点中2点を付け「バックは大仰かつ当時の流行に乗っている（7人編成のホーン・セクションや女性コーラス隊も含まれている）が、同時に、B.B.自身の刺すようなギターと野太い歌声も十分に味わえる」「B.B.の特にポップ色が強い作品の一つ」と評している。また、ロバート・クリストガウは本作にBプラスを付け「クルセイダーズのメンバーによるソングライティングは、1978年の共演盤ほどの高みに達していないが、互いの音楽性を侵食していないという意味では、良い結果となった」と評している。

## 収録曲
特記なき楽曲はウィル・ジェニングスとジョー・サンプルの共作。
1. ベター・ノット・ルック・ダウン - Better Not Look Down – 3:22
2. セイム・オールド・ストーリー（セイム・オールド・ソング） - Same Old Story (Same Old Song) – 4:32
3. ハッピー・バースデイ・ブルース - Happy Birthday Blues – 3:16
4. アイヴ・オルウェイズ・ビーン・ロンリー - I've Always Been Lonely – 5:26
5. セカンド・ハンド・ウーマン - Second Hand Woman – 3:20
6. トゥナイト・アイム・ゴナ・メイク・ユー・ア・スター - Tonight I'm Gonna Make You a Star (Will Jennings, B.B. King) – 3:26
7. ザ・ビギニング・オブ・ジ・エンド - The Beginning of the End (W. Jennings, B.B. King) – 2:22
8. ア・ストーリー・エヴリバディ・ノウズ - A Story Everybody Knows (W. Jennings, Stix Hooper) – 2:47
9. テイク・イット・ホーム - Take It Home (W. Jennings,  Wilton Felder) – 3:08

## 参加ミュージシャン
- B.B.キング - ボーカル、ギター
- ジョー・サンプル - キーボード
- ディーン・パークス - リズムギター
- ポール・ジャクソン・ジュニア - リズムギター
- ウィルトン・フェルダー - ベース、ダブル・ベース、サクソフォーン・ソロ(on #9)
- スティックス・フーパー - ドラムス、パーカッション(on #1, #2, #5, #7, #8, #9)
- ジェイムス・ガドソン - ドラムス、パーカッション(on #3, #4, #6)
- パウリーニョ・ダ・コスタ - パーカッション(on #1, #2, #9)
- ラリー・ウィリアムズ、クイットマン・デニス、キム・ハッチクロフト - サクソフォーン(on #1, #2, #3, #4, #5, #7)
- ゲイリー・グラント、スティーヴ・マダイオ - トランペット(on #1, #2, #3, #4, #5, #7)
- チャールズ・フェンドリー、ジャック・レドモンド - トロンボーン(on #1, #2, #3, #4, #5, #7)
- ジュリア・ティルマン、ルーサー・ウォーターズ、マキシン・ウィラード、オレン・ウォーターズ - バッキング・ボーカル(on #1, #2, #3, #5, #9)